# Affaire Dutroux
Pour les articles homonymes, voir Dutroux.
Ne doit pas être confondu avec Affaire d'Outreau.
L’affaire Dutroux est une affaire criminelle en Belgique en 1996, au retentissement mondial, ayant pour protagoniste Marc Dutroux, condamné pour viols et  meurtres sur des fillettes et des adolescentes, ainsi que pour des activités relevant de la pédocriminalité.
Les dysfonctionnements de la Justice et les rivalités policières mis au jour à cette occasion provoquent d’importants remous menant à la réforme des polices belges.
Le roi Albert II et la reine Paola reçoivent les parents des enfants disparus avant d'organiser une table ronde au palais royal durant laquelle le souverain condamne publiquement les erreurs commises et incite les responsables à améliorer la justice et la police.
Une Marche blanche organisée à Bruxelles le 20 octobre 1996 rassemble un nombre important de personnes provoquant une bataille de chiffres ; le nombre généralement donné est de 350 000 participants. Cette marche bouleverse la classe politique et fait entreprendre de profondes réformes institutionnelles toujours en cours. La Marche débouche sur la création en 1998 de Child Focus — fondation pour enfants disparus et sexuellement exploités — à Bruxelles, dont la reine Paola a la présidence d'honneur. La reine profite de ses contacts avec d'autres Premières dames pour inciter à créer un centre similaire, avec un même numéro d'appel, dans les pays européens.

## Les faits
Plusieurs viols, meurtres et séquestrations de filles et adolescentes.
Le 24 juin 1995, Julie Lejeune et Melissa Russo, deux fillettes de 8 ans, sont enlevées à Grâce-Hollogne, près de Liège. Le 22 août, An Marchal, 17 ans, et Eefje Lambrecks, 19 ans, disparaissent à Ostende.
Le 28 mai 1996, Sabine Dardenne, 12 ans, disparaît à Kain (Tournai), et le 9 août Laetitia Delhez, 14 ans, disparaît à Bertrix. 
Le 13 août, Marc Dutroux, 39 ans, déjà connu des services de police, notamment pour des faits d'attouchements sexuels et Michelle Martin, 36 ans, sont arrêtés dans le cadre de l'enquête sur la disparition de Laetitia Delhez. Le 15 août les aveux de Dutroux permettent de découvrir Laetitia et Sabine dans la cache d'une maison à Marcinelle.
Les corps de Julie Lejeune et Melissa Russo, mortes de faim, sont découverts le 17 août dans la résidence principale de Dutroux à Sars-La-Buissière.
Enfin, le 3 septembre la police exhume d'une troisième propriété de Dutroux les restes de An Marchal et Eefje Lambrecks.

## L'instruction
À la suite de l'arrestation de Marc Dutroux, Michelle Martin et Michel Lelièvre, Laetitia Delhez et Sabine Dardenne sont libérées le 15 août 1996 de la cave de Dutroux à Marcinelle. Michel Bourlet voulait alors étudier l'affaire en profondeur, « J'irai jusqu'au bout, si on me laisse faire », a-t-il déclaré le 24 août 1996.
Michel Bourlet, procureur du roi de Neufchâteau depuis 1984, était en 1996, avec Jean-Marc Connerotte, sous le feu des projecteurs lorsque l'affaire Dutroux a éclaté au grand jour.
Connerotte va faire un appel à témoins via un Numéro Vert mis en place à partir du 19 août 1996, deux jours après la découverte des corps de Julie et Mélissa. L'audition de ces témoins, désignés par un « X » suivi d'un chiffre (de X1 à X11), provoquera l'affaire du témoin X1.
Le dossier est alors retiré en octobre 1996 au juge Connerotte, sur demande de l'avocat de Marc Dutroux, par Éliane Liekendael, avocate générale près la Cour de cassation, qui a estimé qu'il avait fait preuve de partialité en participant à une réunion au bénéfice des parents des enfants disparus. Michel Bourlet étant présent en tant que représentant du ministère public, sa présence ne lui a pas été reprochée. Michel Bourlet a rencontré à plusieurs reprises des différends avec le nouveau juge d'instruction Jacques Langlois, à propos de l'instruction sur les « réseaux » autour de Dutroux et le rôle notamment de Michel Nihoul dans l'affaire.
Selon Douglas de Coninck, journaliste ayant enquêté sur l'affaire, trente témoins ont été retrouvés morts dans des circonstances assez troublantes (accidents de la circulation, suicides...). Il a sorti un livre sur ces révélations, intitulé "30 témoins morts".

## La commission d'enquête parlementaire
Le 14 octobre 1996, trois politiciens belges (Didier Reynders, Patrick Dewael et Marc Verwilghen) proposent d'instaurer une commission d'enquête parlementaire chargée d'examiner « la manière dont l'enquête, dans ses volets policiers et judiciaires, a été menée dans l'affaire « Dutroux-Nihoul et consorts » ». Après plusieurs mois d’interrogatoires, filmés et retransmis par la RTBF, la commission rend son rapport le 16 avril 1997. Celui-ci met en évidence de nombreux dysfonctionnements dans les différentes enquêtes et dans la communication entre les différentes entités de police ou judiciaires. Entre autres entre la gendarmerie belge, la police judiciaire et la police communale, ce qui mènera à la réforme des polices de Belgique, entrée en vigueur le 1er janvier 2001.

### Composition
La commission a été constituée comme suit :
- Président : Marc Verwilghen
- 1er Vice-Président : Patrick Moriau (remplacé par Claude Eerdekens)
- 2e Vice-Président : Jo Vandeurzen
- 3e Vice-Présidente : Jacqueline Herzet
- Rapporteur néerlandophone : Renaat Landuyt
- Rapporteur francophone : Nathalie de T'Serclaes

Autres membres :
- Gerolf Annemans
- Vincent Decroly
- Patrick Dewael
- Geert Bourgeois
- Olivier Maingain
- Serge Moureaux
- Philippe Van Parijs
- Danny Pieters
- Mme Vandenbossche

Experts :
- Cyrille Fijnaut (expert, professeur à la KU Leuven)
- Brice De Ruyver (expert, professeur à l'université de Gand)
- Françoise Tulkens (expert, professeur à l'UCLouvain)

## Le procès
Le procès Dutroux, qualifié de « procès du siècle » par la presse belge, a débuté le 1er mars 2004 à Arlon. Son avocat est Xavier Magnée. Le lundi 14 juin 2004, les jurés entrent en délibération.

### Les inculpés

#### Marc Dutroux
Marc Dutroux est né le 6 novembre 1956 à Ixelles en Belgique et est l’aîné de cinq enfants. Ses parents sont instituteurs. Ils se séparent en 1971 et Dutroux reste avec sa mère.
En 1986, il est arrêté pour séquestrations, enlèvements et viols de mineures de moins de 16 ans. Condamné en 1989 à 13 ans et demi de prison, il bénéficie d'une libération conditionnelle en avril 1992, alors que le procureur et les psychiatres s'y sont opposés.
Marc Dutroux est arrêté le 13 août 1996. Les enlèvements qui lui sont reprochés ont eu lieu en 1995 et 1996 mais s’inscrivent dans une longue série de méfaits. On lui impute :
- d’être à la tête d’une bande impliquée dans l’enlèvement et la séquestration de six jeunes filles dont cinq mineures ;
- d’être membre d’une association de malfaiteurs et d'avoir participé à un trafic de drogue ;
- d’avoir assassiné An Marchal, Eefje Lambrecks et Bernard Weinstein ;
- d’avoir enlevé Laetitia Delhez, Sabine Dardenne, An Marchal, Eefje Lambrecks, Julie Lejeune et Melissa Russo ;
- d’avoir séquestré Julie Lejeune, Melissa Russo, An Marchal, Eefje Lambrecks, Sabine Dardenne, Laetitia Delhez, Bernard Weinstein, Pierre Rochow, Philippe Divers, Bénédicte Jadot à Marcinelle-Charleroi dans une geôle mesurant 2,34 m de long et 99 cm de large, pour une hauteur de 1,64 m ;
- d’avoir commis un vol avec violence au préjudice de Philippe Divers et Pierre Rochow ;
- d’avoir violé trois jeunes Slovaques, Henrieta Palusova et les sœurs Eva et Yanka Mackova, ainsi que Laetitia Delhez, Sabine Dardenne, An Marchal, Eefje Lambrecks, Julie Lejeune et Melissa Russo.

Dans un entretien accordé au journal Le Soir, le 9 mars 2016, un de ses anciens avocats a notamment raconté qu'il aurait eu pour projet d'« enlever énormément d'enfants » et de « créer une sorte de cité souterraine » dans d'anciennes galeries de mines où, selon lui, « régneraient le bien, l’harmonie, la sécurité ».

#### Michelle Martin
Michelle Martin, épouse et complice de Marc Dutroux, est née à Watermael-Boitsfort (Belgique) le 15 janvier 1960. Elle a laissé mourir de faim Melissa Russo et Julie Lejeune dans la cave de Marcinelle.

#### Michel Lelièvre
Michel Lelièvre naît le 11 mai 1971 à Namur. Il évolue dans un milieu difficile et est placé dès l’âge de 11 mois dans une famille d’accueil à Arsimont. Son parcours scolaire est compliqué. Il arrête l’école et enchaîne des petits jobs. Il devient très vite toxicomane. 
Il a aidé Marc Dutroux dans tous ses crimes dont l'enterrement de An Marchal et Eefje Lambrecks, vivantes, à 3 mètres de profondeur sous son hangar à Jumet.
En 2011, le tribunal de l'application des peines de Bruxelles a refusé sa libération conditionnelle. Le 30 septembre 2019 le Tribunal d’application de peines de Bruxelles décide de sa libération conditionnelle, ce qui provoque des réactions négatives en Belgique. La libération de Lelièvre ne sera toutefois effective que s’il parvient à obtenir un bail locatif. En outre, il lui sera interdit de se rendre à des endroits se situant à proximité des lieux de résidence de ses victimes ou de leurs familles. Ces conditions étant remplies, Michel Lelièvre est libéré le 2 décembre 2019. Reconnu et invectivé dans la rue quelques jours après sa libération, Michel Lelièvre voit son domicile saccagé par des inconnus et, le 18 décembre 2019, est agressé par des personnes non identifiées.

#### Michel Nihoul
Michel Nihoul est né le 23 avril 1941 à Verviers et mort le 23 octobre 2019. Il est arrêté en août 1996 après que son nom a été fourni aux enquêteurs par Michel Lelièvre. Certains[Qui ?] dont Albert Mahieu puis Laurent Louis ont vu en lui le chef d'un réseau pédophile à qui Dutroux fournit les fillettes qu'il enlève. Le 22 juin 2004, il est condamné à cinq ans de prison pour association de malfaiteurs. Il bénéficie d'une remise en liberté conditionnelle en avril 2005. En 2010, il bénéficie d'un non-lieu pour les faits relatifs aux enlèvements, séquestration et décès de mineurs durant l'affaire Dutroux.

### Le verdict
1. Marc Dutroux est reconnu coupable d’être le chef d’une association de malfaiteurs impliquée dans les enlèvements d’enfants et membre d’une association impliquée dans l’enlèvement de Julie Lejeune, Mélissa Russo, An Marchal, Eefje Lambrecks, Sabine Dardenne et Laëtitia Delhez ; de l’assassinat de Bernard Weinstein, An, Eefje, Julie et Mélissa ; de la séquestration de Philippe Divers, Pierre Rochow et Bénédicte Jadot ainsi que celle de Bernard Weinstein, Julie, Mélissa, An, Eefje, Sabine et Laëtitia ; du viol des sœurs Manckova, de Henrieta Palusova, de Julie, Mélissa, An, Eefje, Sabine et Laëtitia. Il a été condamné à la réclusion à perpétuité et à une peine de dix années de mise à la disposition du gouvernement (peine permettant au gouvernement de le garder en prison en cas de libération conditionnelle).
2. Michelle Martin est reconnue coupable d’association de malfaiteurs impliquée dans les enlèvements et séquestrations d’enfants ; de la séquestration de Laëtitia, Sabine, An, Eefje, Mélissa et Julie avec la circonstance aggravante d’avoir entraîné la mort de ces deux dernières ; du viol de Yancka Mackova. Les psychiatres ont reconnu en elle une femme fragile exposée à la décompensation de bouffées psychotiques. Elle a été condamnée à trente années de réclusion et demande sa liberté conditionnelle chaque année depuis 2007[26], considérant qu'elle fut la victime de la perversité de son compagnon Marc Dutroux (ayant vécu un « inceste platonique » par sa mère qui avait reporté sur elle la culpabilité de la mort accidentelle de son père, elle aurait subi le même phénomène de dépendance et d'enfermement de la part de Marc Dutroux)[27]. Elle a produit à nouveau cette demande en mai 2011, demandant à se retirer dans un couvent en France. Le ministère de la Justice français bloque cette demande, expliquant que cela peut provoquer des troubles de l'ordre public. En juillet 2012, en réponse à sa nouvelle demande de libération conditionnelle sur la base de la loi Lejeune de 1888, le tribunal d'application des peines de Mons l'autorise à séjourner dans le couvent des sœurs clarisses de Malonne, réduisant ainsi à 16 ans la peine de 30 ans de prison à laquelle elle avait été condamnée[28]. Cette décision a été accueillie par des contestations populaires sur l'ensemble du territoire belge[29]. Le pourvoi en cassation formé par le Parquet à l'encontre de cette décision[30],[31] a été rejeté par la cour de cassation qui a ainsi confirmé, le 28 août 2012, la mise en liberté conditionnelle[32].
3. Michel Lelièvre est reconnu coupable de participation à une association de malfaiteurs impliquée dans les enlèvements et les séquestrations d’enfants, ainsi que de participation à une association mêlée au trafic d’êtres humains ; des enlèvements de Sabine, An et Laëtitia ; de la séquestration de An, Eefje, Sabine et Laëtitia ; de trafic d’ecstasy. Il a été condamné à vingt-cinq années de réclusion.
4. Michel Nihoul est reconnu coupable d’être le chef d'une association de malfaiteurs impliquée dans un trafic de drogue, vol de voitures et leur trafic, de documents d'identité ou dans la traite des êtres humains. Il est acquitté pour l'enlèvement de Laëtitia. Il a été condamné à cinq années de prison et libéré en avril 2005.

### Demande de réouverture du dossier
En novembre 2019 l’ancien procureur du Roi de Neufchâteau Michel Bourlet pense que « beaucoup de pistes du "dossier bis" ont été négligées ». Il a déclaré à RTL TVI : « On a fait du bon boulot mais on n’a pas terminé le boulot ».

En novembre 2021, l'ancien enquêteur et gendarme de la BSR de Bruxelles, Aimé Bille, estimant que « la piste d’un réseau gravitant autour de Nihoul et Dutroux n’a pas été suffisamment explorée », lance une pétition en ligne pour la réouverture du dossier.

## Victimes décédées

### Julie et Mélissa
Julie, huit ans et demi, et Mélissa, neuf ans, disparaissent à Grâce-Hollogne le 24 juin 1995. Leurs corps seront retrouvés à quatre mètres de profondeur à Sars-la-Buissière le 17 août 1996 ; elles seraient mortes le 24 mars 1996 et auraient été enterrées le 27 mars 1996. Les démarches inlassables de leurs parents pour les retrouver et la mobilisation des médias avaient fait connaître leurs noms et visages au public bien avant la découverte de Marc Dutroux, leur ravisseur.
Ainsi, quand l'affaire Dutroux éclate, la société belge est ébranlée par le sort subi par les victimes. Des manifestations de citoyens, appelées « marches blanches », font alors prendre conscience aux personnalités politiques et aux forces de police des erreurs commises durant l'enquête, ce qui a plusieurs conséquences :
- une commission parlementaire entend des centaines de témoins pendant des mois, en direct, devant les caméras de la télévision ;
- la police et la gendarmerie sont fusionnées et leur mode de fonctionnement est réformé ;
- des institutions nouvelles voient le jour, afin d'améliorer la prise en compte des disparitions inquiétantes et mieux observer le droit des victimes ;
- à partir de l'association Child Focus, créée par des parents des victimes avec l'aide de l'État, des structures internationales sont mises en place pour améliorer les moyens de recherche des enfants disparus.

Pendant plusieurs années, au flanc du porche monumental du palais de justice de Bruxelles, une sorte d'autel improvisé a reçu des fleurs, régulièrement renouvelées par des mains anonymes et honorant la mémoire des victimes : An, Eefje, Julie, Mélissa, Loubna (Loubna Benaïssa, dont l'affaire, comme celle d'Élisabeth Brichet, victime de Michel Fourniret, fut un temps rapprochée de celle de Julie, Mélissa, An et Eefje, mais à laquelle Dutroux se révélera finalement étranger).
En 2016, Carine Russo, la mère de Mélissa, publie un livre intitulé Quatorze mois, la durée de la disparition des fillettes.

### An et Eefje

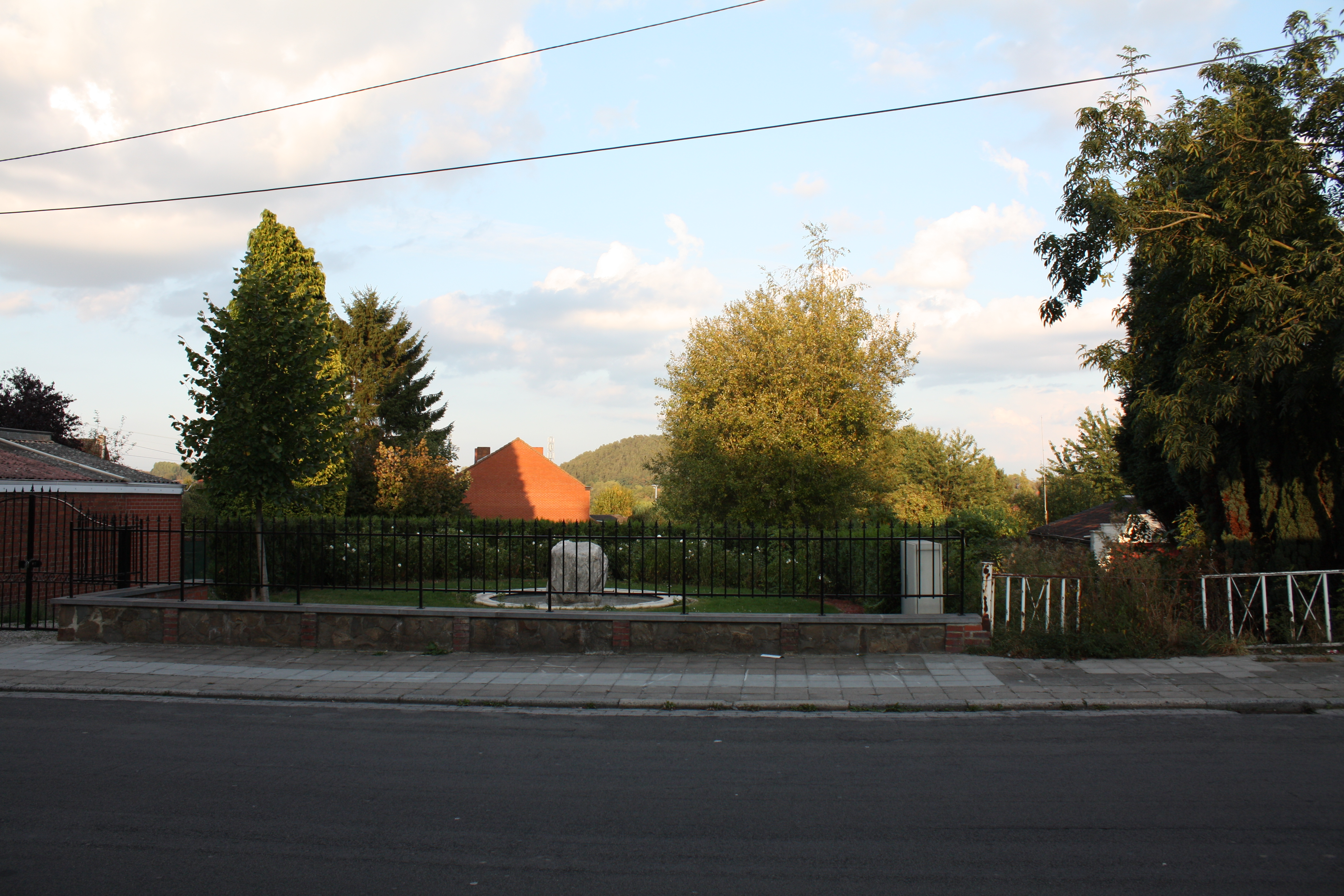
Le lieu du crime (Jumet). La maison fut démolie et remplacée par un monument.

An Marchal et Eefje Lambrecks, âgées respectivement de dix-sept et dix-neuf ans, sont enlevées ensemble le 23 août 1995 dans la région d’Ostende, alors qu'elles sortaient d'une soirée entre amis et rentraient en tramway. On retrouvera leurs corps le 3 septembre 1996 sous le hangar du jardin d'un complice de Dutroux, à Jumet, à 2,50 mètres sous terre.

### Bernard Weinstein
À la mi-novembre 1995, le Français Bernard Weinstein, complice de Dutroux dans plusieurs affaires de vol de voiture et de séquestration de personnes, disparaît. Sur les indications précises de Marc Dutroux, le corps de Weinstein est retrouvé enterré au même endroit que ceux de Julie et Mélissa, dans la propriété que Dutroux possède à Sars-la-Buissière, le 17 août 1996. L'autopsie montre que Weinstein a été enterré vivant après avoir été torturé. Selon une version avancée, Dutroux se serait ainsi débarrassé de ce témoin qui était au courant des enlèvements de Julie, Mélissa, An et Eefje,. Michelle Martin donne une autre explication : Dutroux aurait voulu s’emparer d’une somme de plus de 500 000 FB (environ 12 500 EUR) que Weinstein avait reçue de sa mère.

## Victimes survivantes

### Sabine Dardenne

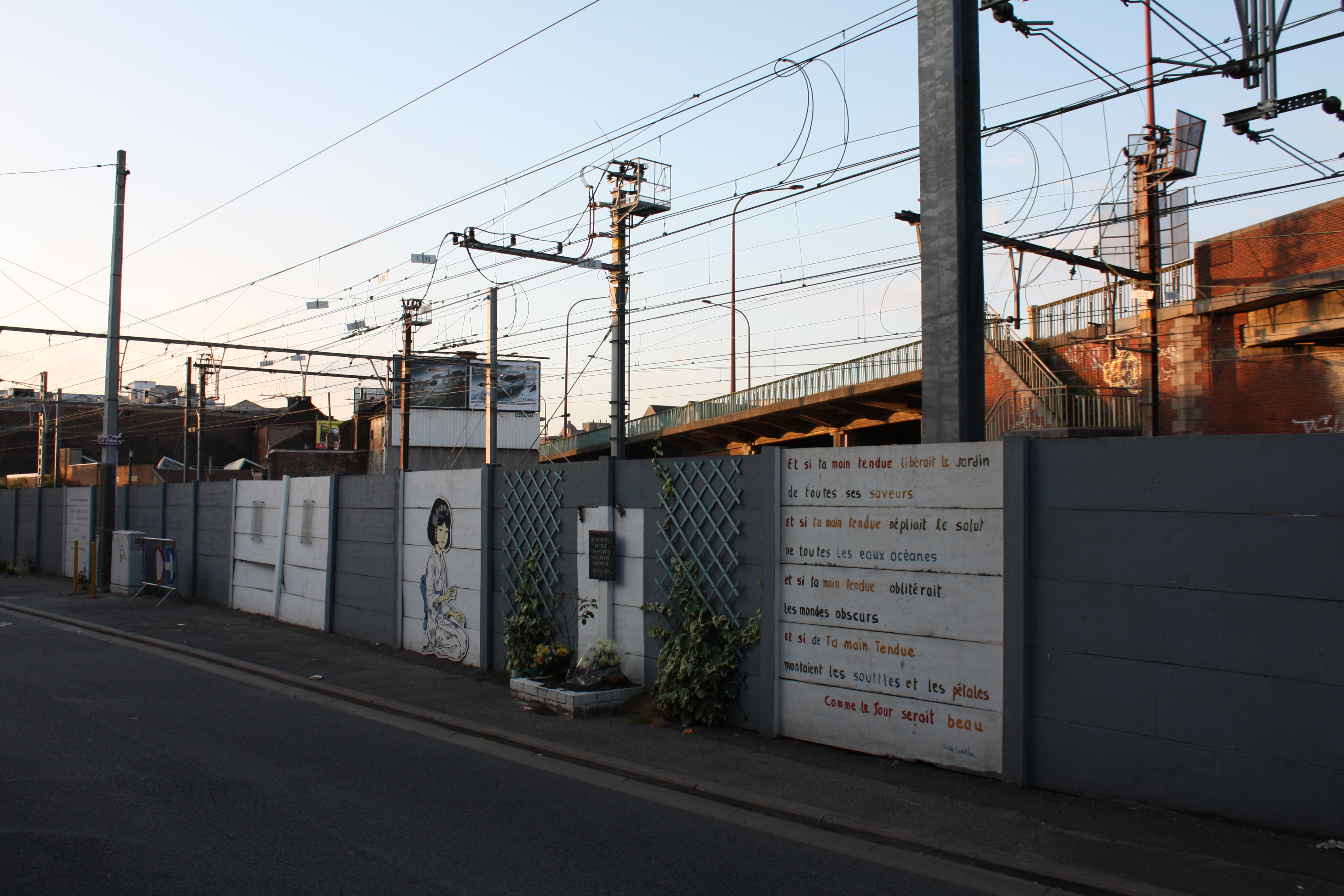
Murs en face de la maison Dutroux au 128 Avenue de Philippeville à Marcinelle.

Le 28 mai 1996 dans la matinée, alors qu’elle se rend à l’école à vélo, Sabine, douze ans, disparaît dans la région de Tournai. Arrêté le 13 août 1996, Marc Dutroux nie d'abord, et une perquisition à son domicile de Marcinelle ne donne aucun résultat. Le 15 août 1996, Marc Dutroux avoue aux enquêteurs, alors à la recherche de Laëtitia Delhez, qu’il détient aussi dans sa cave Sabine Dardenne. Délivrée en même temps que Laëtitia elle raconte aux enquêteurs les circonstances de son enlèvement et les quelque douze semaines de séquestration qu’elle a passées dans la maison de Dutroux, principalement dans la cache située dans la cave. Sabine décrit comment, dès le lendemain de son arrivée à Marcinelle, Dutroux se serait employé, avec l’aide de Michel Lelièvre, à lui faire comprendre que ni ses parents ni la police ne cherchaient à la délivrer en payant une rançon, mais que lui était là pour la protéger contre le « chef » qui voulait la liquider. Elle écrira plusieurs lettres, jamais envoyées, à ses parents et sa famille dans lesquelles elle raconte son sentiment d’abandon et de culpabilité. Son témoignage sera étayé au moyen d’un carnet dans lequel elle a consigné scrupuleusement tous les événements qu’elle a vécus durant cette période : ses conditions de vie, les viols, le conditionnement et les privations qu’elle a subis de la part de son geôlier.
Sabine attendait le procès afin de se confronter avec Marc Dutroux « Je veux regarder Dutroux dans les yeux », avait-elle déclaré, sortant d’un silence de sept ans, « lui montrer que je ne suis pas devenue folle, malgré ce qu’il m’a fait subir ». Cette confrontation a lieu le 16 avril 2004 devant la Cour d'assises à Arlon. Comme annoncé, Sabine Dardenne a regardé Dutroux en face mais pas « dans les yeux » car lui n'a pas osé affronter son regard. Elle alla même jusqu'à l'interpeller : « Finalement, pourquoi ne m'avez-vous pas tuée ? ».
Sabine Dardenne s'est estimée satisfaite du verdict qui mettait enfin à bas la thèse des réseaux, et de la sévérité des peines. Elle a publié un livre J'avais 12 ans, j'ai pris mon vélo et je suis partie à l'école… (Oh ! Éditions, Paris) qui a été traduit en quatorze langues et vendu à plusieurs millions d'exemplaires.

### Laëtitia Delhez
Le 9 août 1996, en début de soirée, Laëtitia, quatorze ans, est enlevée à sa sortie de la piscine de Bertrix par Marc Dutroux et Michel Lelièvre. Selon leurs propres déclarations, ils se seraient rendus tous deux à Bertrix dans le but d’enlever une jeune fille si l’occasion s’en présentait. Après l’avoir kidnappée, Dutroux l’aurait droguée et violée à trois reprises. Laëtitia a été enfermée dans la cache de Marcinelle, avec Sabine, pour n’en être délivrée que quelques jours plus tard par les enquêteurs du juge Connerotte.
Laëtitia, qui avait appris à Sabine que toute la Belgique la recherchait lorsqu’elle avait été à son tour séquestrée dans la cave de Marcinelle, est venue témoigner devant la cour d'assises. Totalement indifférente à l'acquittement de Nihoul, contrairement à ce que clamaient ses avocats en son absence, et ravie de la sévérité des peines, elle est, elle aussi, retournée à l'anonymat. Elle est aujourd'hui mariée et mère de famille. Sabine Dardenne est la marraine d'un des enfants de Laëtitia Delhez.

## Affaires annexes
Pendant son transfèrement au palais de justice alors qu'il n'est pas menotté, Marc Dutroux parvient à maîtriser un des policiers chargés de le garder, le déleste de son arme et s'échappe pour être rattrapé quelques heures plus tard. L'incident déclenche une vaste indignation publique, démontrant l'incurie des forces de l'ordre et aussi que la psychose Dutroux n'est alors pas encore éteinte en Belgique, et le ministre de la Justice Stefaan De Clerck, le ministre de l'Intérieur Johan Vande Lanotte, et le chef de la gendarmerie belge sont contraints de démissionner,.
En 2000, Dutroux est condamné à une peine de cinq ans de prison pour avoir menacé l'un des officiers de police lors de son évasion qui, en tant que telle, n'était pas répréhensible selon la loi belge.

### Publication du dossier sur WikiLeaks
Le 17 avril 2009, WikiLeaks publie 1 235 pages du « dossier Dutroux » contenant, entre autres, la synthèse des procès-verbaux d’audition. La révélation fait grand bruit, notamment car l'accès au dossier est alors toujours refusé aux parents des victimes, parties civiles, par le Procureur général de la Cour d'appel de Liège.

## Conséquences

### Child Focus
Child Focus, fondation pour enfants disparus et sexuellement exploités, créée le 31 mars 1998 sur la base du National Center for Missing & Exploited Children américain par Jean-Denis Lejeune, le père de Julie. Elle est la première fondation de ce type créée en Belgique alors qu'à l'époque de la disparition de Julie et Mélissa, seule une asbl existe sous le nom de Marc et Corine, du nom des deux adolescents belges assassinés, séquestrés et violés en 1992 à Lierneux.

### Démolition de la maison de Marcinelle
Le 7 juin 2022, la maison où ont été séquestrées les victimes de Dutroux à Marcinelle est démolie et remplacée par un mémoriel. Jusqu'alors, la maison située au numéro 128 de l'avenue de Philippeville est la propriété de la ville de Charleroi et recouverte d’une cloison avec une peinture représentant un enfant jouant avec un cerf-volant. Après la destruction, l'image de cet enfant est répliquée sur le mur droit du mémoriel. La cave où étaient séquestrées Sabine et Laëtitia est quant à elle conservée.

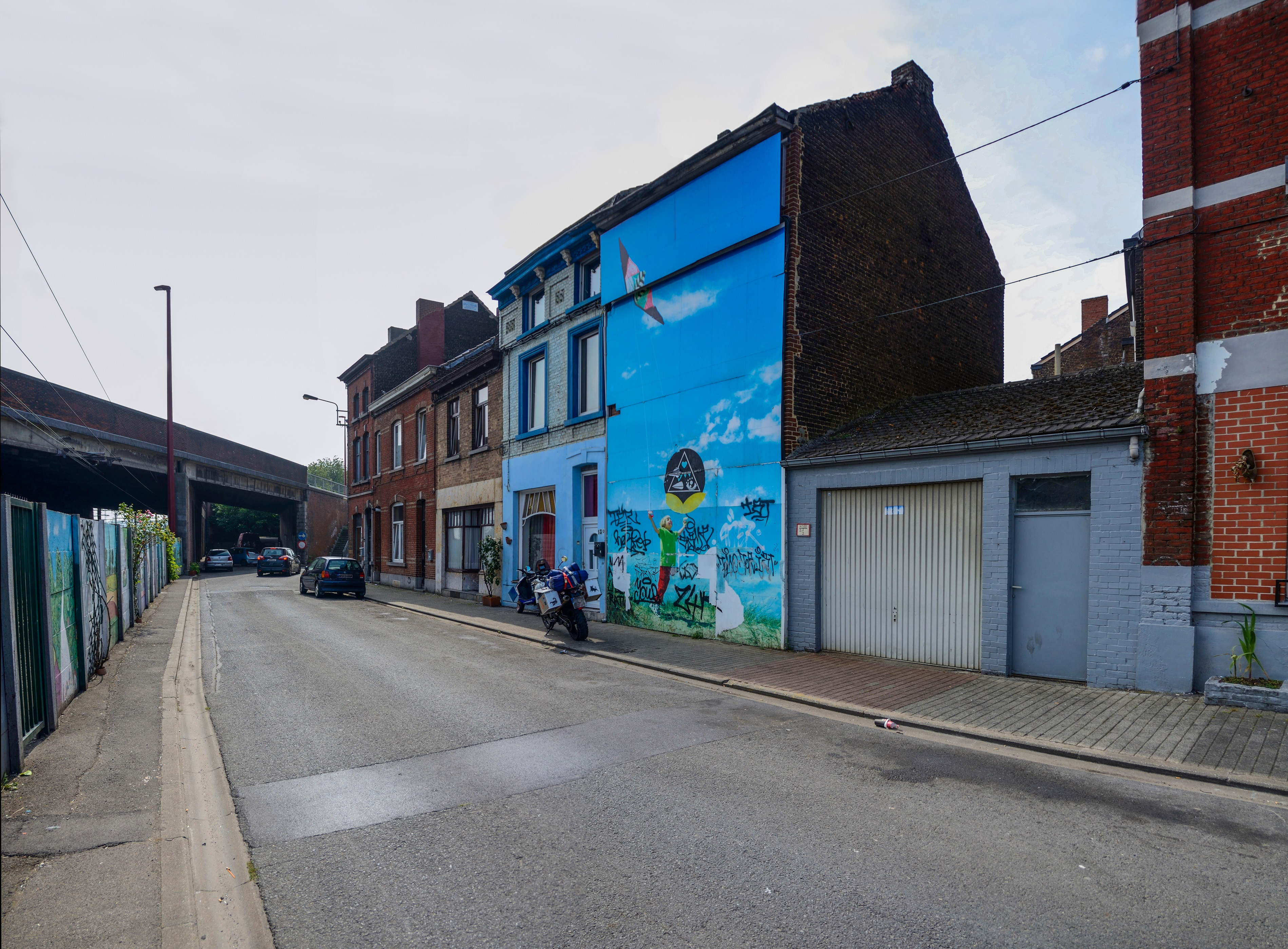
Maison avant sa destruction en 2022.
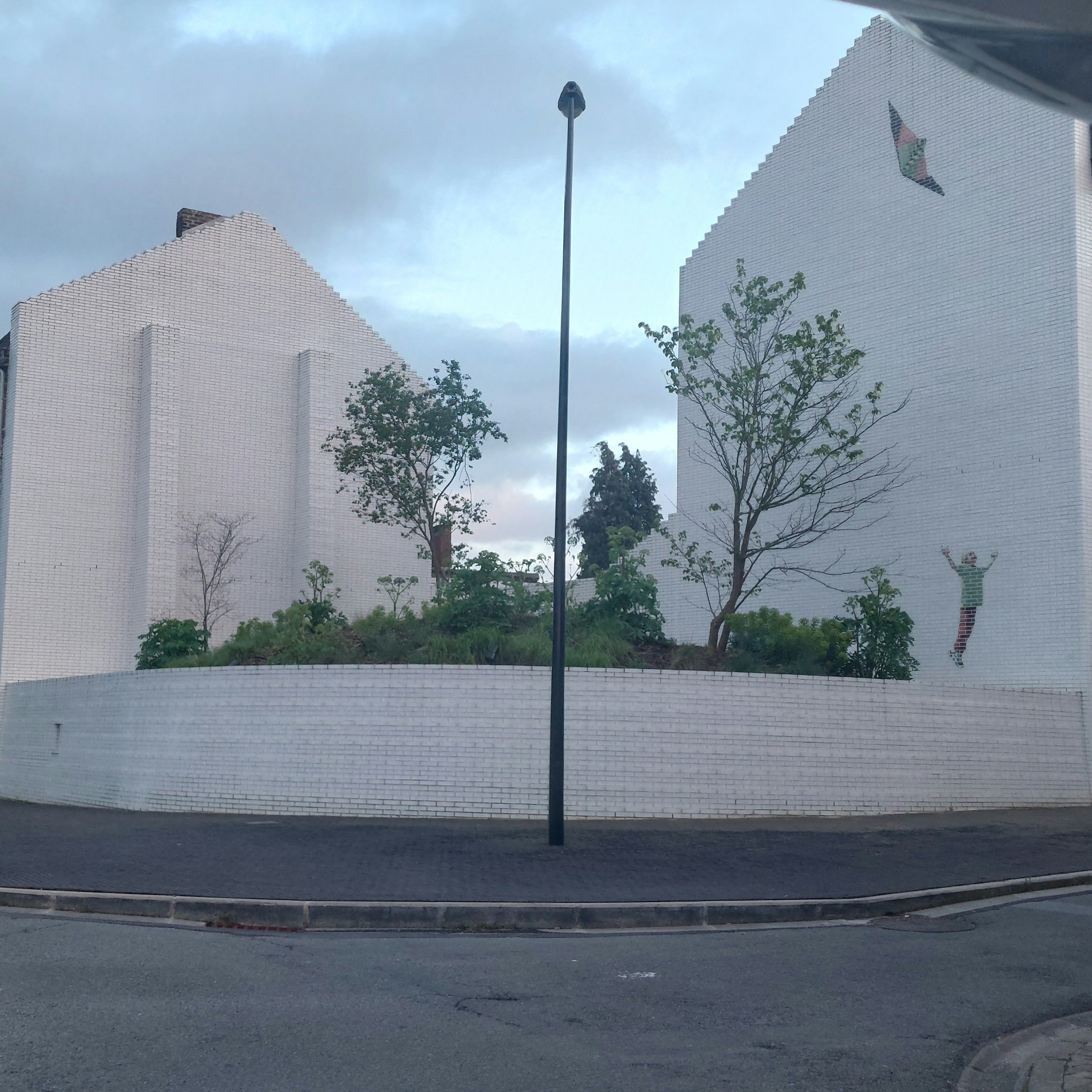
Mémoriel après la destruction de la maison.

### Réforme des polices
C'est à la suite de l'affaire Dutroux et des dysfonctionnements mis en lumière par la Commission d'enquête parlementaire, qu'est réalisée la réforme des polices de Belgique, entrée en vigueur le 1er janvier 2001. Elle a pour conséquence de fusionner les trois polices du royaume, à savoir la police communale, la police judiciaire et la gendarmerie nationale en une « police intégrée, structurée à deux niveaux », appelée simplement police mais scindée en la police fédérale et la police locale, cette dernière étant réorganisée dans des zones de police (ou zones interpolice), nouvellement créées à cet effet.

## Dans la fiction
En janvier 2025, le film  franco-belge Le Dossier Maldoror sort en salles. Réalisé par Fabrice Du Welz, il est librement inspiré de l'affaire Dutroux.